# 西藏红杉
西藏红杉（Sikkim larch）是落叶松属下的一个物种，主要分布在喜马拉雅山脉东部、尼泊尔、锡金、不丹和中国西南部。